# Deutsche Volleyball-Bundesliga 1979/80 (Männer)
Die Saison 1979/80 der Volleyball-Bundesliga war die sechste Ausgabe dieses Wettbewerbs. Der TSV 1860 München wurde Deutscher Meister. Stuttgart und Lintorf mussten absteigen.

## Mannschaften
In dieser Saison spielten folgende acht Mannschaften in der Bundesliga:
- SSF Bonn
- TSV Bonn
- USC Gießen
- TuS 04 Leverkusen
- VfL Lintorf
- TSV 1860 München
- VBC Paderborn
- TuS Stuttgart

## Ergebnisse
Die Mannschaften wurden nach der Hauptrunde in eine Meister- und eine Abstiegsrunde mit jeweils vier Teilnehmern aufgeteilt.

### Hauptrunde
|    | Verein         | Punkte | Sätze |
| -- | -------------- | ------ | ----- |
| 1. | München (P)    | 24:4   | 38:15 |
| 2. | SSF Bonn       | 22:6   | 35:17 |
| 3. | TSV Bonn       | 16:12  | 36:17 |
| 4. | Paderborn      | 14:14  | 25:27 |
| 5. | Leverkusen (M) | 14:14  | 24:32 |
| 6. | Gießen (N)     | 10:18  | 24:34 |
| 7. | Stuttgart (N)  | 10:18  | 20:35 |
| 8. | Lintorf (N)    | 2:26   | 8:40  |

### Meisterrunde
|    | Verein      | Punkte | Sätze |
| -- | ----------- | ------ | ----- |
| 1. | München (P) | 32:8   | 54:25 |
| 2. | SSF Bonn    | 28:12  | 49:28 |
| 3. | Paderborn   | 22:18  | 43:37 |
| 4. | TSV Bonn    | 18:22  | 37:36 |

### Abstiegsrunde
|    | Verein         | Punkte | Sätze |
| -- | -------------- | ------ | ----- |
| 5. | Gießen (N)     | 22:18  | 42:36 |
| 6. | Leverkusen (M) | 22:18  | 41:37 |
| 7. | Stuttgart (N)  | 14:26  | 27:51 |
| 8. | Lintorf (N)    | 2:38   | 15:58 |

|     | Absteiger in die 2. Bundesliga   |
| (M) | Meister der Vorsaison            |
| (P) | Pokalsieger der Vorsaison        |
| (N) | Aufsteiger aus der 2. Bundesliga |